# Morosaglia
Morosaglia (korsisch Merusaglia) ist eine französische Gemeinde im Département Haute-Corse auf der Insel Korsika. Sie gehört zum Arrondissement Corte und zum Kanton Golo-Morosaglia, dessen Hauptort (Chef-lieu) sie ist.

## Geographie
Das Gemeindegebiet liegt in der Castagniccia, einer Hügellandschaft auf Korsika. Nachbargemeinden sind Canavaggia, Valle-di-Rostino und Castello-di-Rostino im Norden, Ortiporio im Nordosten, Giocatojo im Osten, Gavignano im Südosten, Castineta im Süden, San-Gavino-di-Tenda im Südwesten, Piedigriggio im Westen sowie Moltifao im Nordwesten.
Zu Morosaglia gehört der Ortsteil Ponte Leccia im Tal des Golo.

## Bevölkerungsentwicklung
| 1962 | 1968 | 1975 | 1982 | 1990 | 1999 | 2006 | 2018 |
| ---- | ---- | ---- | ---- | ---- | ---- | ---- | ---- |
| 550  | 694  | 750  | 854  | 883  | 1008 | 1058 | 986  |

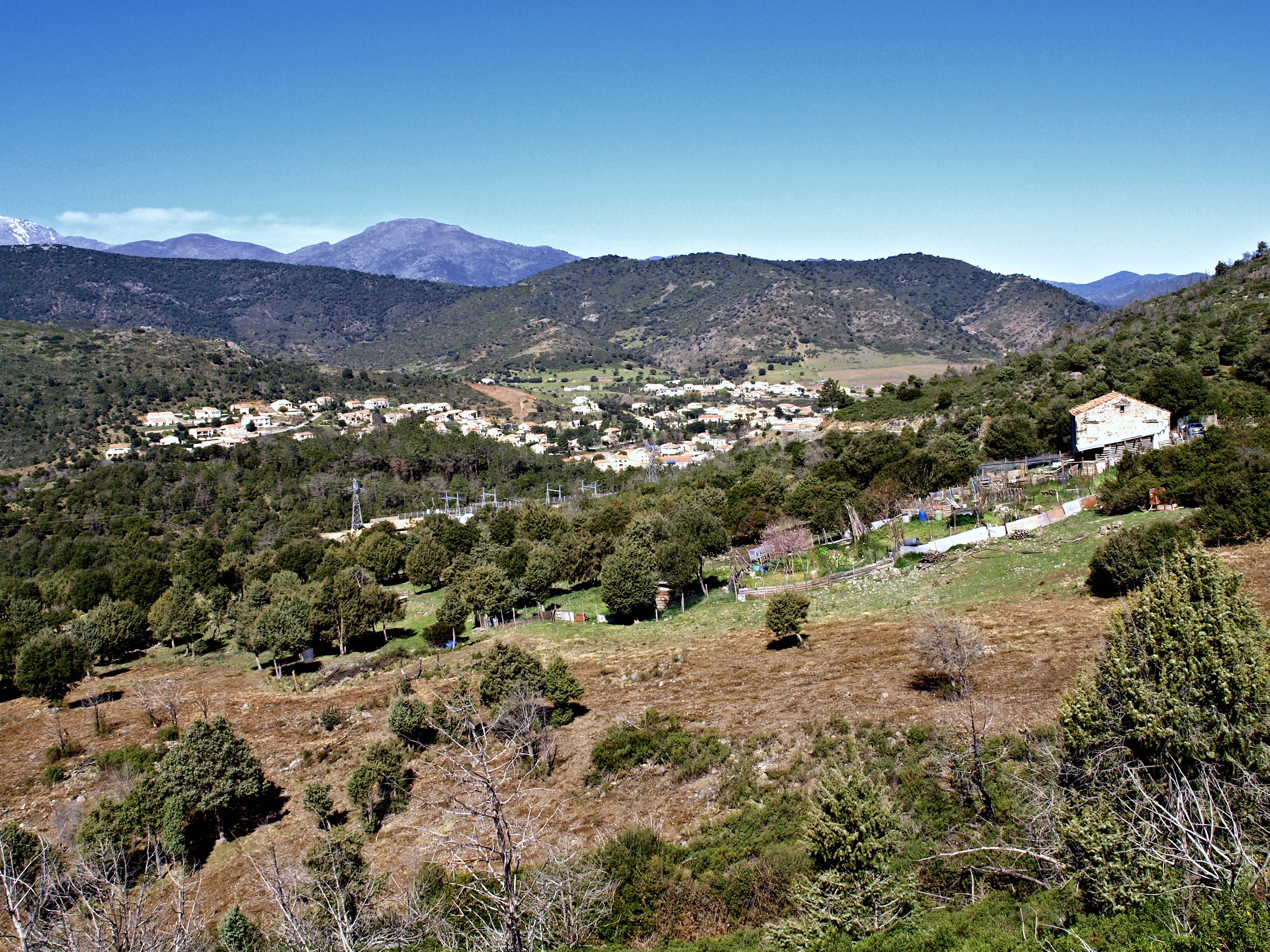
Panorama von Ponte Leccia
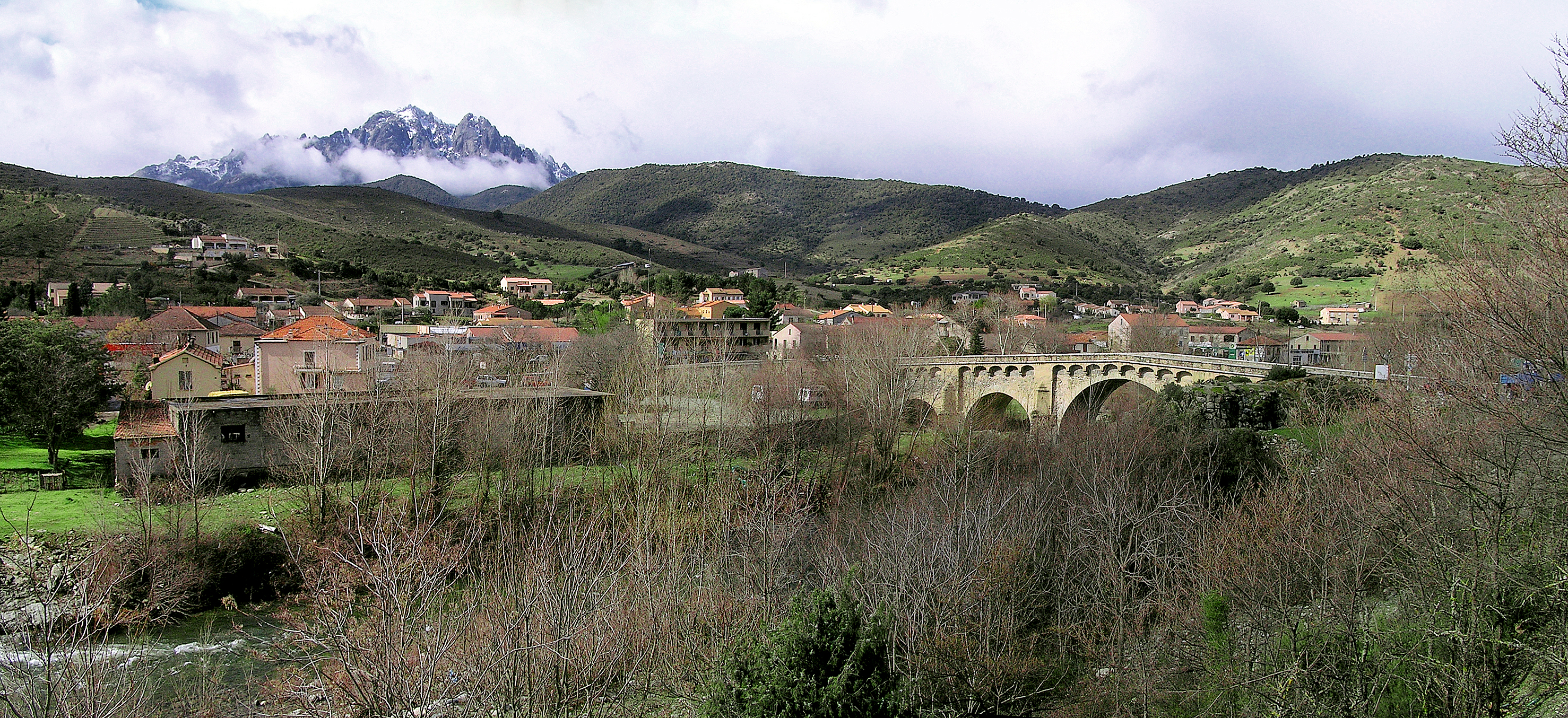
Die Ponte Leccia, eine Brücke über den Golo im gleichnamigen Ortsteil
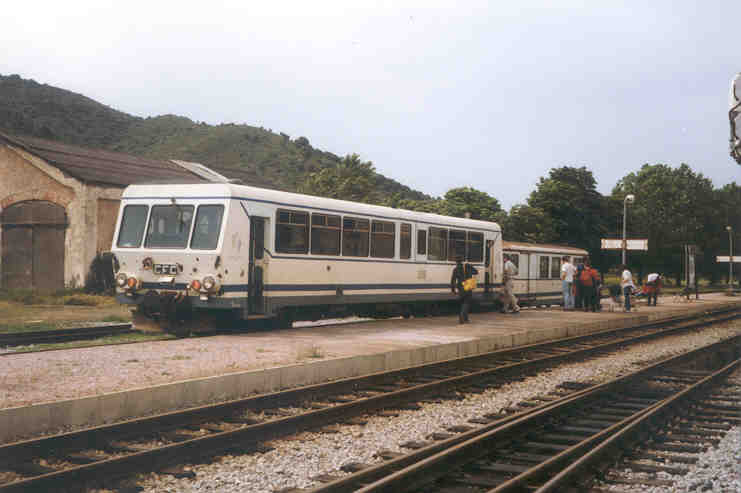
Dieseltriebwagen der Chemins de fer de la Corse im Bahnhof Ponte Leccia
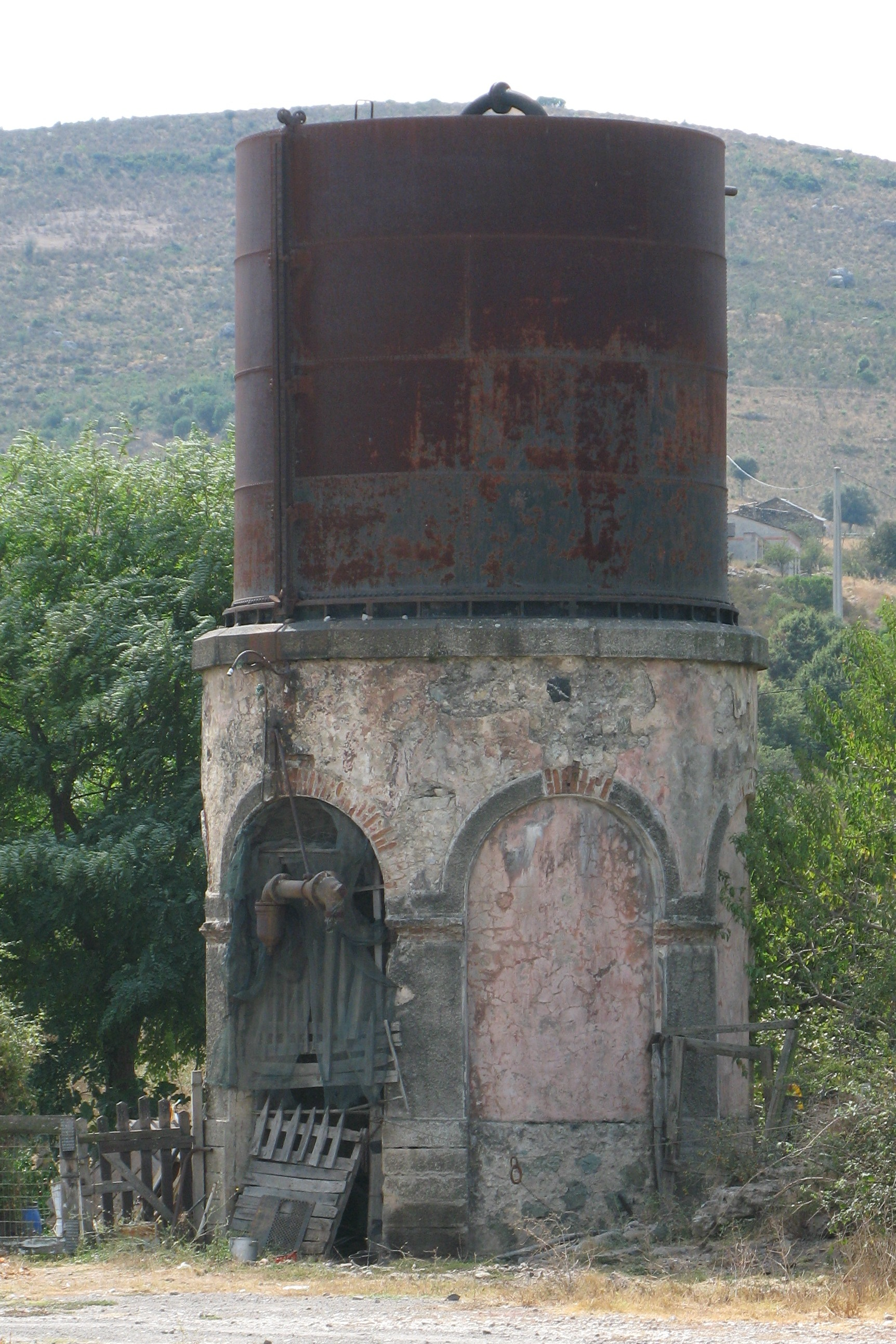
Wasserturm, ein Relikt aus dem Zeitalter der Dampflokomotiven

## Verkehr
Der Bahnhof des Ortsteils Ponte Leccia liegt an der Bahnstrecke Bastia–Ajaccio. Hier zweigt die Bahnstrecke Ponte-Leccia–Calvi ab. Nach Bastia, Ajaccio und Calvi bestehen durchgehende Zugverbindungen.